# 滋賀県道271号佐野長浜線
滋賀県道271号佐野長浜線（しがけんどう271ごう さのながはません）は、滋賀県長浜市を通る一般県道である。

## 概要
長浜市佐野町から長浜市神照町に至る。
長閑な風景の中、近くには有名な古戦場がある。

### 路線データ
- 起点：長浜市佐野町（滋賀県道264号高山長浜線交点）
- 終点：長浜市神照町（神照小学校前交差点、国道8号交点）
- 総延長：6.7 km

## 歴史
- 1958年（昭和33年）7月26日 - 滋賀県告示第291号により野長浜線として路線認定[1]。
- 1966年（昭和41年）3月22日 - 佐野長浜線に変更。

## 路線状況

### 重複区間
- 滋賀県道510号伊部近江線（長浜市国友町・国友町交差点 - 長浜市泉町・泉町交差点）

### 道路施設

#### 橋梁
- 今村橋（姉川、長浜市）

## 地理

### 通過する自治体
- 長浜市

### 交差する道路
| 交差する道路                            | 交差する場所 | 交差する場所              |
| --------------------------------------- | ------------ | ------------------------- |
| 滋賀県道264号高山長浜線                 | 佐野町       | 起点                      |
| 国道365号                               | 野村町       | 野村橋北詰交差点          |
| 滋賀県道276号小室大路線                 | 大路町       |                           |
| 姉川サイクリングロード 北縦コスモス通り | 今町         |                           |
| 滋賀県道510号伊部近江線 重複区間起点    | 国友町       | 国友町交差点              |
| 滋賀県道510号伊部近江線 重複区間終点    | 泉町         | 泉町交差点                |
| 姉川浪漫ロード                          | 泉町         |                           |
| 国道8号 / 長浜バイパス                  | 神照町       | 神照小学校前交差点 / 終点 |

### 沿線
- 西養寺
- 姉川古戦場血原塚
- 滋賀県立長浜養護学校
- 蓮澤寺
- 長浜国友郵便局
- 長浜市立神照東幼稚園
- 橋本神社
- 長浜市立神照小学校、神照幼稚園